# Миленький Віктор Сергійович
Миленький Ві́ктор Сергі́йович — солдат Збройних сил України, учасник російсько-української війни.
Липнем 2014-го в складі 24-ї бригади брав участь у боях за Сєвєродонецьк. В мирний час проживає у місті Костопіль.

## Нагороди
За особисту мужність і високий професіоналізм, виявлені у захисті державного суверенітету та територіальної цілісності України, вірність військовій присязі, відзначений — нагороджений
- орденом «За мужність» III ступеня (21.7.2015)